# Dagsjön (Bottnaryds socken, Småland)
Dagsjön är en sjö i Jönköpings kommun i Småland och ingår i Nissans huvudavrinningsområde. Sjön är 11 meter djup, har en yta på 0,215 kvadratkilometer och är belägen 202,1 meter över havet.

## Delavrinningsområde
Dagsjön ingår i det delavrinningsområde (640297-138369) som SMHI kallar för Mynnar i Nissan. Avrinningsområdets medelhöjd är 249 meter över havet och ytan är 36,26 kvadratkilometer. Räknas de 4 delavrinningsområdena uppströms in blir den ackumulerade arean 53,83 kvadratkilometer. Älgån som avvattnar avrinningsområdet har biflödesordning 2, vilket innebär att vattnet flödar genom totalt 2 vattendrag innan det når havet efter 185 kilometer. Delavrinningsområdet består mestadels av skog (72 procent). Avrinningsområdet har 0,36 kvadratkilometer vattenytor vilket ger avrinningsområdet en sjöprocent på 1 procent. Bebyggelsen i området täcker en yta av 0,83 kvadratkilometer eller 2 procent av avrinningsområdet.